# Friheden (Slesvig)
 For alternative betydninger, se Friheden. (Se også artikler, som begynder med Friheden)
Friheden (dansk) eller Auf der Freiheit (tysk) er en bydel i Slesvig by i den nordtyske delstat Slesvig-Holsten. Friheden er beliggende øst for byens centrum på Sliens nordlige bred. Overfor Friheden på fjordens sydlige bred ligger landsbyen Farup (Fartorp). I den danske tid hørte parcellerne på Friheden under Skt. Hans Sogn (Skt. Johannes Sogn) omkring Sankt Hans Klostret på Holmen. På dansk findes også formen På Friheden.
Friheden var oprindelig (frit) græsland og blev benyttet til opfedning af kvæg. Senere har området været anvendt til session og borgerskabets skydeøvelser. Dele af Friheden fungerede i 1628 og 1712 som gravplads for pestofrene. Fra 1684 var byens galge placeret på Friheden. I 1866 oprettedes en rideplads. Nede ved fjorden var der en populær badestrand. 
I 1935 blev der bygget en kaserne, og området blev spærret af for offentligheden. Friheden blev til en militær flyvestation. I 2003 lukkede kasernen, og arealet blev igen offentlig tilgængeligt. Det cirka 56 ha store område står i dag som modelprojekt for udvikling af militære områder til civil anvendelse. Med kombinationen af renoverede kasernebygninger og nybyggede boliger udvikler arealet sig til et efterspurgt boligområde med forskellige bokvarterer. Der er planer for oprettelsen af en yachthavn med plads til cirka 250 lystbåde og genopstillingen af en rekonstrueret hollændermølle fra 1861.